# Шаган (Баку)
Шаган (азерб. Şağan) — посёлок городского типа в Азербайджане. Расположен в северо-восточной части Абшеронского полуострова. Входит в состав Хазарского района города Баку.

## История
В 1933 году село было включено в состав Мардакянского сельсовета. В 1945 году выделено из этого сельсовета. В 1948 году возвращено обратно. 
В 1990 году присвоен статус посёлка.
26 июля 1994 года выделен из состава посёлка городского типа Мардакяны, и стал самостоятельным посёлком городского типа.

## Общие сведения
25 декабря 2009 года открыт Олимпийский спортивный комплекс. Площадь комплекса — 3,25 гектар. Основное здание комплекса является двухэтажным. В комплексе присутствуют общий спортивный зал, зал для борьбы, тренажёрный зал. В общем зале установлены трибуны на 620 мест. Действует бассейн длиной 25 м, шириной 12,5 м. Вокруг бассейна создано 135 мест для зрителей соревнований. На втором этаже расположена аудитория для шахмат. На открытой местности расположен теннисный корт, поле для мини-футбола и волейбола. Действует стадион на 1032 зрителя.
5 марта 2018 года открыто новое здание Центра культуры. В центре имеются зрительный зал на 200 мест, кинозал, гримёрная, художественная мастерская, музыкальный кружок, читальный зал, амфитеатр на 41 место.
Протяжённость дорог внутри посёлка составляет 35 км2.
Посёлок газифицирован. Обеспечено энерго- и водоснабжение.
В 1961 году была построена школа №124 на 520 учеников. В школе обучалось более 800 учеников. Занятия проводились в 2 смены. 15 сентября 2014 сдано в эксплуатацию новое здание школы на 1560 учащихся. В школе 65 классных комнат. 
В августе 2013 года сдан в эксплуатацию магистральный водопровод Джейранбатан — Балаханы — Гала.
Действует дом-интернат для детей-инвалидов №3.

## Население
На 2019 год в посёлке проживало 3 554 человека.

## Достопримечательности
На территории посёлка находится несколько исторических и архитектурных памятников, относящихся к различным периодам:
- Останки Шаганской крепости XIV века
- Древнее поселение Шаган (бронзовый век)
- Мавзолей (1658—1659 гг)
- Мавзолей Пиргулу (1320 год)
- Мечеть
- Мавзолей XIX века
- Медресе (XIX век)

## Известные уроженцы
- Гаджибек Султанов — советский и азербайджанский астроном, академик НАН Азербайджана.
- Гамлет Ханызаде —  азербайджанский актёр театра и кино, заслуженный артист Азербайджанской ССР.
- Рашид Мамедбеков —  азербайджанский и советский борец вольного стиля, выступавший за СССР, первый среди азербайджанских спортсменов ставший обладателем олимпийской награды.
- Тевеккюль Салимов —  азербайджанский этнограф, исследователь Апшерона[11].
- Агил Меликов — азербайджанский ханенде, Заслуженный деятель искусств Азербайджана[12]